# Godzilla kontra Hedora
Godzilla kontra Hedora (jap. ゴジラ対ヘドラ Gojira tai Hedora) – japoński film typu kaijū z 1971 roku w reżyserii Yoshimitsu Banno. Jedenasty film z serii o Godzilli.

## Fabuła
W porcie Tagonoura z silnie zanieczyszczonej wody wyłania się dziwny stwór. W międzyczasie w Fuji, do domu znanego biologa morskiego – doktora Yano przybywa jego znajomy, Yukio Keuchi. Zagaduje do Kena, małoletniego syna doktora, bawiącego się zabawką Godzilli i oznajmiającego, że obok Supermana to jego ulubiony bohater. U państwa Yano zjawia się też rybak z kijankopodobną rybą w miejscu stałego połowu krewetek. W trakcie kolacji doktor Yano, jego żona Toshie, Ken i Yukio słyszą w telewizji o dziwnym stworzeniu atakującym łodzie w japońskich wodach. Ken stwierdza, że to może być ta sama ryba co przyniesiona przez rybaka.
Yano z Kenem wyrusza na miejsce wskazane przez rybaka i każe synowi czekać, kiedy on będzie nurkował i szukał śladów. Wkrótce stwór wyłania się z wody i obryzguje kwasem twarz doktora powodując u niego oparzenia. Mimo ran udziela wywiadu dla telewizji. Ken wymyśla dla potwora imię Hedora. Odnotowuje się coraz więcej atakowanych przez Hedorę tankowców. Wkrótce potwór pojawia w nowej formie odżywiając się dymem z fabryk. W porę zjawia się Godzilla atakujący Hedorę swym termonuklearnym promieniem. Ta jednak jest odporna na jego działania i ucieka.
Doktor Yano w swym laboratorium przeprowadza eksperyment na kijankach Hedory, które w kontakcie z brudną wodą łączą się w jedną. Tymczasem Yukio imprezuje w klubie go-go, gdzie doświadcza halucynacji. Wyrywa się z nich, gdy szlam wydzielany przez Hedorę pokrywa klub. Szybko ewakuuje się ze swoją dziewczyną Miki i jest świadkiem walki Godzilli z Hedorą. Następnego dnia Yano zbiera próbki Hedory w miejscu, gdzie widzieli ją Miki i Yukio. W swym laboratorium zauważa, że Hedora zawiera w sobie krystaliczny węgiel, nazwany hedrium, który wchodząc w reakcję z siarką tworzy groźny kwas wydalany przez Hedorę.
Ken wraz z Yukio i Miki jest w wesołym miasteczku, lecz znów pojawia się  Hedora w kolejnej formie i traktuje ludzi swym trującym gazem. Godzilla po raz kolejny przybywa, aby stoczyć walkę z potworem. Ken w przerażeniu odkrywa, że z ludzi w kontakcie z trującym gazem zostają tylko szkielety. Zaniepokojony Yano próbuje znaleźć sposób, aby zabić Hedorę. Po sugestii Kena wykorzystuje elektrody, aby wysuszyć kijankę Hedory. Po udanym eksperymencie Yano dzwoni do wojska prosząc o wykonanie gigantycznej zapory elektrycznej.
Yukio organizuje imprezę przy górze Fuji, by podnieść młodzież na duchu. Nieoczekiwanie w tych okolicach pojawiają się Godzilla i Hedora w finałowej formie. Po krótkim starciu Hedora pokonuje Godzillę i pokrywa go swym szlamem. Yukio rzuca pochodnią w potwora, inni młodzi ludzie idą za jego przykładem. Hedora wydala jednak obłok trującego dymu i zabija zgromadzonych. Przy życiu zostają tylko Ken i Miki, również obecni na imprezie. Wkrótce Godzilla mobilizuje się i kontynuuje walkę z Hedorą, tracąc przy tym oko.
Hedora zostaje zwabiona pod gigantyczne elektrody. Niestety, urządzenia nie działają, bo walczące potwory zerwały linie wysokiego napięcia. Godzilla uruchamia machinę swoim radioaktywnym płomieniem. Hedora zostaje wysuszony, a Godzilla wyciąga z jej ciała dwa kuliste obiekty. Nagle z wysuszonej skóry Hedory wylatuje ta mniejsza i ucieka z miejsca bitwy. Godzilla używa swojego ognia niczym silnik odrzutowcem i szybuje za swym oponentem. Po kolejnej bitwie Godzilla zagania Hedorę pod elektrody zabijając ją na dobre. Szczęśliwy Ken żegna odpływającego Godzillę.

## Obsada
- Akira Yamauchi – dr Yano
- Hiroyuki Kawase – Ken Yano
- Toshie Kimura – Toshie Yano
- Keiko Mari –
  - Miki Fujiyama,
  - piosenkarka z czołówki
- Toshio Shiba – Yukio Keuchi
- Yukihiko Gondō – generał
- Eisaburo Komatsu – rybak
- Tadashi Okabe – naukowiec
- Wataru Ōmae – bezradny oficer policji
- Susumu Okabe – wywiadowca
- Haruo Nakajima – 
  - Godzilla,
  - jeden z ludzi na ekranie TV,
  - podoficer
- Kenpachirō Satsuma – Hedora

## Produkcja

### Przygotowania
Dwa miesiące po premierze Rewanżu Godzilli  i tydzień po śmierci Eijiego Tsuburayi, Tōhō z powodów kłopotów biznesowych zamknęło dział efektów specjalnych wytwórni filmowej. 1 kwietnia 1970 roku utworzono Toho Eizo Co., Ltd z Tomoyukim Tanaką jako jego szefem i zatrudniając wiele dawnych pracowników działu efektów specjalnych. Mimo że Rewanż Godzilli zarobił mniej niż poprzedzający go Zniszczyć wszystkie potwory Tomoyuki Tanaka był zdeterminowany, by wyprodukować kolejny film z serii. Wówczas Yoshimitsu Banno, który wcześniej pracował jako asystent reżysera przy filmach Akiry Kurosawy został poproszony o zaplanowanie projektu.
| „Podczas Expo stworzyliśmy pawilon ukazujący te wszystkie technologie, które miały nas prowadzić ku lepszej przyszłości, ale w rzeczywistości sytuacja była znacznie gorsza niż prezentowały Klub Rzymski i inne think tanki w tym czasie. Nie mieliśmy pojęcia jak daleko zajdzie problem skażenia środowiska.”– Yoshimitsu Banno |

Banno, który wtedy pracował z Eijim Tsuburayą przy pawilonie Mitsubishi na Expo 1970 w Osace, wracał raz w miesiącu do rodzinnych stron i widział miasta takie jak Yokkaichi (wówczas z jedno z najbardziej zanieczyszczonych japońskich miast) pokryte czarnym smogiem i ocean wypełniony pianką ze zrzuconego detergentu, zaś powietrze pachniało jak zgniłe jajo. Wyobraził, że w tych warunkach kosmiczny wirus przeistoczył się jako potwór. W późniejszym wywiadzie z Jörgem Buttgereitem Banno wspominał: „w lipcu 1970 roku słyszałem, że wiele dziewczynek mdlało w szkole z powodu zanieczyszczenia powietrza. Problemy środowiskowe w Japonii właśnie zaczęły być oczywiste. Więc dla mnie najgorszą i najbardziej złowieszczą rzeczą w tamtych czasach był problem zanieczyszczenia. Tak wpadłem na pomysł scenariusza, a także tytułową piosenkę Godzilli kontra Hedory”. Gdy rząd japoński zaczął zastanawiać nad problemem zanieczyszczenia środowiska, Tomoyuki Tanaka, będący producentem pawilonu Mitsubishi, dał zielone światło na produkcję filmu z pomysłem Banno.
Banno zamierzał zawrzeć przekaz proekologiczny: „W oryginalnym Godzilli było przesłanie. Chciałem, by walczył nie z czymś pokroju wielkiego homara, a z najbardziej notoryczną rzeczą w obecnym społeczeństwie”. Banno planować ów przekaz do dorosłych: „Godzilla był bardziej kierowany do dzieci z takimi rzeczami jak Minya i taniec Godzilli, a widownia malała.”

### Scenariusz
Yoshimitsu Banno został wyznaczony na reżysera. Tanaka dał mu do dyspozycji Takeshiego Kimurę, jednego etatowych scenarzystów filmów tokusatsu. Banno nie przypadł do gustu napisany przez niego scenariusz określając go „w zasadzie szmelcem” i przepisał całość, mówiąc wprost Kimurze, że ten się nie stara. Na początku nie układała się obu współpraca, z czasem wspólnie kooperowali. Większość pomysłów na film pochodziła o Banno, szczególnie kwestii związanych z ekologią. Zawarty w scenariuszu klub go-go w filmie był oparty na gejowskim barze w Chicago, który odwiedził jeden z członków ekipy. Potwór stworzony z zanieczyszczeń otrzymał imię Hedoron od słowa hedoro (jap. ヘドロ, pol. ściek), jednak gdy jeden z potworów z serialu tokusatsu Spectreman P Productions tak samo się nazywał, przemianowano go Hedorę.

### Muzyka
Yoshimitsu Banno był zdeterminowany, by zrobić odmienny film od reszty z serii i nie zdecydował się na dotychczasowego kompozytora, Akirę Ifukube. Zrobił badania na temat kompozytorów w Japonii, zwłaszcza używających japońskich instrumentów. Pierwszym wyborem był Katsutoshi Nagasawa, który nie miał doświadczenia w pracy w filmach i po sugestii jego menedżera muzyki, że „wypróbowanie go jest bardzo niebezpieczne”. Więc drugim i ostatecznym wyborem Riichirō Manabe. Banno nie był jednak przekonany do pierwszej wersji ścieżki dźwiękowej i powiedział do niego: „Proszę, wykaż więcej odwagi i siły w tworzeniu muzyki”.
Manabe skomponował piosenkę przewodnią filmu, Kaese! Taiyō (jap. かえせ！太陽を, pol. Wróc! Słońce), dotyczącą ochrony środowiska. Piosenkę wykonała Mari Keiko, a chórki męskie wykonały zespoły Honey Knights i Moon Drops.

### Casting
Chcąc uniknąć kosztów, Tōhō zdecydowało się nie zatrudniać znanych aktorów. Rolę doktora Yano otrzymał Akira Yamauchi grający wcześniej w filmach Toei i Daiei. Kena zagrał znany z Dō desu ka den Hiroyuki Kawase. W rolę Yukio wcielił się debiutant Toshio Shiba, który zdobył wkrótce sławę jako główny bohater serialu tokusatsu Shirubā Kamen. Do roli Hedory zatrudniono aktora teatralnego i filmowego Kenpachira Satsumę, dla którego był to debiut jako aktora kostiumowego.

### Realizacja
Zdjęcia rozpoczęły się latem 1970 roku i były wykonane w Fuji. Stworzono tylko dwie scenografie – domostwo państwa Yano i klub go-go. Klub został oparty na takowym w Akasace. „Z przodu była platforma, na której dziewczyny w minispódniczkach wiły się do muzyki. (...) Czerwono-niebieskie płyny poruszające się w tle przy klub go-go zostały odtworzone przez jednego z ludzi od scenografii, który widział go w gejowskim barze w Chicago. Wlewasz trochę oleju do sałatek do miski z wodą i obracasz nią palcem w takt muzyki. Rzuć na nią kolorowe światła i wyświetlaj na ekranie, i gotowe”  – wspominał Banno.
Wszystkie formy Hedory zaprojektował scenograf Yasuyuki Inoue, opierając latająca formę na latających spodkach. Udział w tworzeniu potwora miał także Yoshimitsu Banno, który zaprojektował oczy w kształcie kobiecej pochwy, żartując że pochwy są straszne.
W 2015 roku na konwencie Boston Anime 2015 Haruo Nakajima grający w filmie Godzillę powiedział, że on i reszta ekipy filmowej miała Yoshimitsu Banno za niedoświadczonego dziwaka. Nakajima uważał ten film za śmieć i tytułował go Śmieć kontra Godzilla (jap. ゴミ対ゴジラ Gomi tai Gojira).
Banno chcąc użyć innego kierunku użył swojego doświadczenia przy Expo 1970 jak zastosowanie podzielonego ekranu czy animowanych wstawek.

### Efekty specjalne
| „Było wielu pracowników Tōhō, którzy odczuło ulgę po jego [Eijiego Tsuburayi] śmierci, ponieważ nie musieli już przestrzegać jego sztywnych standardów. Wkrótce budżety – a niektórzy twierdzą, że jakość – filmów o Godzilli spadły, ponieważ filmy były teraz znane zarówno z filmów stockowych, jak i z mniej zatłoczonych kin”– Damon Foster |

Reżyserem efektów specjalnych został jeden z asystentów Eijiego Tsuburayi, Teuryoshi Nakano i był to dla niego to pierwszy film z serii z tą funkcją, którą dzierżył do Powrotu Godzilli z 1984 roku.
Yoshimitsu Banno w wyniku obniżonego budżetu miał czas tylko na 35 dni zdjęciowe. Otrzymał również jedynie połowę tego, co stanowiło budżet poprzednich filmów z Godzillą. W związku tym też była jedna ekipa odpowiadająca zarówno za efekty specjalne jak i sceny z aktorami. Niski budżet wymusił przeniesienie walk potworów na jałowe tereny otwarte i puste parcele mimo umieszczenia głównej akcji w mieście.
Użyto ponownie kostiumu Godzilli z Zniszczyć wszystkie potwory, dokonując drobnych modyfikacji, np. wydłużenie szyi. Wedle słów Nobuyukiego Yasumaru, który stworzył kostium Hedory, ta była zrobiona z surowych śmieci, a jej skóra śliska jak wodorosty: „Był jak duch stworzony z bakterii. Zamówiliśmy na zamówienie gąbkę z gumy piankowej do Hedory od producenta gumy w Kawasaki. Część gąbki miała 15 milimetrów; niektóre z nich były cieńsze na 10 milimetrów. Mieliśmy też bardzo cienką gąbkę, która miała około 5 milimetrów. W zależności od tego, gdzie go używaliśmy, używaliśmy gąbki grubej lub cienkiej”. Trudność sprawiał brak możliwości stworzenia rdzenia dla kostiumu, jak w przypadku innych potworów. Głównie dlatego, że według Yasumaru Hedora był podobny do ośmiornic i kałamarnic nie mających kości. Wykonał rodzaj chrząstki na głowę Hedory, a ręcznie wykonane wypustki były przymocowane do głowy i z niej zwisały. Kenpachirō Satsuma miał do dyspozycji szelki i żelazne pręty służące jako konstrukcja i zakładając szelki aktor mógł utrzymać część głowy. Były uchwyty, na których aktor mógł się trzymać. Członek zespołu artystycznego, Akinori Takagi, zauważył, że był to najcięższy kostium, jaki stworzył Toho od czasu Godzilli. Oprócz kostiumu stworzono również rekwizyty inicjalne w skali 1/3. Mgła kwasu siarkowego wydalana przez Hedorę w latającej formie została stworzona przy użyciu gazów chlorofluorowęglowych.
W scenach z udziałem kijanek Hedory wykorzystano żywy inwentarz: „Była bardzo mała rybka, która wygląda jak kijanka, której używaliśmy na początku. Ale dodaliśmy do niej kilka efektów specjalnych. Wyszło lepiej, niż myśleliśmy. W miarę jak rośnie, gdy robimy zdjęcia, naturalnie radziło sobie lepiej, niż się spodziewaliśmy. To trochę na pół. Na początku użyliśmy prawdziwej ryby i dorzuciliśmy trochę efektów specjalnych, aby je połączyć”.
Moment, kiedy larwy Hedory łączą się, aby stać się jednym zwierzęciem, efekt stworzony z gumowych larw i umieszczania ich po obu stronach zbiornika z wodą, a następnie filmowania ich, aż zbliżyły się do siebie, po czym animacja rotoskopu została zakończona efektem łączenia. „To był wyjątkowy rodzaj filmowania, bez powtórek” – wyjaśnił Banno. „Ta scena wywarła duże wrażenie na ludziach, którzy ją widzieli. Hedora emanowała światłem i stawała się coraz większa i większa, a ta jedna scena wyjaśniła cały temat, który moim zdaniem został uchwycony wyjątkowo dobrze. Myślę, że dlatego wrył się w ludzkich umysłach Nie kosztuje to dużo pieniędzy, a jeśli można zrobić coś, co zawiera tak silne poczucie nadchodzącego kryzysu, staje się to niezwykle satysfakcjonujące. Wcześniej przy efektach specjalnych było wiele rzeczy, których nie można było obejść się bez pieniędzy, ale miałem silne wrażenie, że mógłbym zrobić wiele rzeczy, gdybym tylko użył mojej wyobraźni”.
Jako że był to debiut reżyserski Banno, Tanaka będący w szpitalu poprosił Ishirō Hondę o przejrzenie surowej wersji filmu i jej ocenę. Banno zdając sprawę z ograniczeń w stosunku do poprzednich produkcji tokusatsu, powiedział Hondzie, że potrzebuje więcej dni zdjęciowych. Tanaka na prośbę Hondy zgodził na przedłużenie kręcenia filmu.
W międzyczasie Banno wpadł na pomysł, by Godzilla zaczął latać, celem szybszego schwytania Hedory: „Zasadniczo Godzilla próbował usunąć Hedorę wiele, wiele razy i nie był w stanie tego zrobić. Nie mógł go zabić. Tak jak Hedorah leciała i uciekała, gdyby miał chodzić tak, jak zwykle chodzi Godzilla, nie ma mowy, żeby był w stanie za nim nadążyć. Więc zrobiliśmy scenę, w której Godzilla leci, by złapać Hedorę”. Lot Godzilli na ruchu pławikonikach wydmuchujących powietrze z pyszczków i tym samym płynąc tyłem i analogicznie do nich Godzilla kulił swój ogon między nogi i wystrzeliwał termonuklearny oddech. Banno nie był jednak pewny, czy pomysł z latającym Godzillą spotka się z uznaniem. Zdecydował się na umieszczenie tej koncepcji, gdy ktoś z działu markentingowego powiedział, że latający Godzilla może się spodobać dzieciom. Banno otrzymał pozwolenie od agenta Tanaki, jako że ten był w szpitalu. Jednak mając świadomość, że scena może nie spodobać się Tanace, nakręcił ją tak, by można było ją usunąć w montażu bez szkody dla gotowego filmu. Wówczas kręcenie filmu zostało zakończone bez nadzoru Tanaki.
Banno był w wyraźnym konflikcie z Teruyoshim Nakano, który po latach twierdził, że to on chciał zawrzeć poważniejszy ton nawiązując do pierwszych filmów, gdy Banno chciał celować w demografię dziecięcą. Szczególnie nie znosił sceny z latającym Godzillą: „To było oburzające, prawdopodobnie nie powinniśmy byli tego robić. Ale pan Banno szukał czegoś niezwykłego i chociaż w scenariuszu nie było sekwencji latania, dodaliśmy ją. Patrząc wstecz, film wydaje się dość okrutny i Próbowałem pokazać poważne zagrożenie zanieczyszczeniem scenami spalania oczu Godzilli i umierania ludzi. Wydaje mi się, że czułem się z tym niekomfortowo, nawet podczas kręcenia – dlatego dodaliśmy komiczne sceny”. Ślady tego można zauważyć, gdy Godzilla imitował pozę Ultramana (za zaleceniem Banno) i pocierał nos jak Yūzō Kayama, zaś Hedora wydaje z siebie odgłos podobny do śmiech na widok cierpiącego wroga.

### Postprodukcja
Tōhō zleciło na rynek międzynarodowy anglojęzyczną wersję Godzilli kontra Hedory wykonaną przez studio Axis International z Hongkongu. Pozostawiono jednak w oryginalnym języku piosenkę czołówkową.

## Wersja amerykańska
Godzilla kontra Hedora został zakupiony przez American International Pictures, będąc trzecim filmem z serii przez nich dystrybuowanym. Tak jak w przypadku poprzednich filmów z serii amerykański dystrybutor nie skorzystał z dubbingu zleconego przez Tōhō i zlecił własną angielską wersję językową. Dubbing wykonało studio Titan Productions, Inc. w reżyserii Lee Kresela. Znaczącą różnicą w stosunku do dubbingu Axis International było zdubbingowanie Kaese! Taiyō. Piosenka została przetłumaczona przez producenta i aranżera muzycznego Guya Hemrica i aspirującej piosenkarki Adryan Russ, pracującej w AIP jako sekretarka. W wersji angielskiej otrzymała tytuł Save the Earth (ang. Ocal Ziemię) w wyniku interpretacji, jakoby mówiła ocalenia Ziemi przed Hedorą, a także fraza ta dobrze się synchronizowała z ustami Keiko Mari podczas refrenu. Nagranie piosenki odbyło się w Radio Records. Dublerką głosową Mari była Adryan Russ, zaś Guy Hemric i właściciel Radio Records, Don Ciminelli odpowiadali za chórki męskie. W przeciwieństwie do oryginału była tylko jedna wersja Save the Earth.
Film w przeciwieństwie do poprzednich filmów zmontowanych pod rynek amerykański wersja AIP wersja niczym się nie różniła od oryginału i trwała tyle samo czasu co on. Jedyną różnica był wygląd zakończenia – w wersji japońskiej film kończył się kolejno obrazem Wielka fala w Kanagawie Hokusaia, czarnym ekranem z białymi japońskimi znakami i dużym białym „?” i kadrem z Hedorą wynurzającej się z zanieczyszczonych wód (taka sama jak na początku filmu) z napisem „終”, sugerując tym samym sequel. Wersja amerykańska kończyła się wyłącznie czarnym ekranem z napisem „The End”.
O ile anglojęzyczny tytuł Tōhō brzmiał Godzilla vs. Hedorah, tak tytuł AIP brzmiał Godzilla vs. the Smog Monster.
Był to ostatni film typu kaijū dystrybuowany w Stanach Zjednoczonych przez AIP, a także dubbingowy przez Titan Productions, Inc. (dawniej Titra Sound Studios).

## Promocja
W czasie premiery film reklamowano hasłem: Hedora, potwór zanieczyszczeń, który przybył wraz z spadającą gwiazdą! Dwa wielkie potwory miażdżą las w mieście! (jap. 流れ星でやって来た公害怪獣ヘドラ！ 街を森をふみつぶし 二大怪獣が大決戦！). Wersja arkuszowa plakatu zawierała lokowanie produktu producenta miso Yamain Brewery, z maskotką firmy Yama-chanem: Wyszło! Zły i silny potwór zanieczyszczenia! Daj z siebie wszystko Godzilla! Pokonaj to! W zestawie jest również Omiso Yama-chan! (jap. 出た！ 悪くて強い公害怪獣！ ゴジラがんばれ！ やっつけろ！ おみそのやまちゃんもついてるぞ！). Zbiegło się to z czasem, gdy w maju premier Japonii Eisaku Satō nagłośnił problem zanieczyszczenia środowiska, a za jego śladem poszły media.
Kenpachirō Satsuma wcielający się w rolę Hedory podczas promocji filmu nagle dostał zapalenia wyrostka robaczkowego i wymagał hospitalizacji. Dodatkowo podane mu leki przeciwbólowe nie działały, więc uśpiono go chloroformem. Satsuma nosił część stroju Hedory na wywiad tuż przed postawieniem diagnozy, co dało początek miejskiej legendzie, według której lekarze uznali że zdjęcie kostiumu zajęłoby zbyt dużo czasu i operacja odbyła się w jego środku.
W Stanach Zjednoczonych AIP widział film jako idealny przekaz uświadamiający o smogu dla dzieci w wieku gimnazjalnym i nalegało seanse członkom lokalnej rady edukacyjnej, dyrektorom i nauczycielom, aby zorganizować pokazy grupowe dla swoich uczniów. AIP stosowało różne kreatywne sztuczki reklamowe celem zwiększenia sprzedaży biletów. Rozważano, by z Godzilli utworzyć bojownika przeciwko zanieczyszczeniom na wzór Smokey Beara symbolizującego akcję ochrony lasów przed pożarami i organizować walkę z zanieczyszczeniami, skupioną wokół symbolu Godzilli, przy wsparciu lokalnych urzędników z kwatery głównej harcerek i harcerek oraz klubów Four-H, a także powiązać akcję z promocją gazu ziemnego jako zamiennik do paliwa w walce ze smogiem. Do właścicieli kin wysyłano wskazówki, by umieszczać przyciągający wzrok trójwymiarowy wyświetlacz ustawiając wycięte z plakatu postacie potworów nad koszami na śmieci, tak aby Hedora unosił się ze stosu i wyposażyć w czerwoną siateczkę na oczach potworów, oświetlanymi przez prześwitujące tylne światło. Oferowano także, by właściciele lokalnych barów stworzyli drinka o nazwie Godzilla Cocktail do wykorzystania w promocji jego oferty godzin koktajlowych jako element humorystyczny dla felietonistów lokalnych gazet oraz komentatorów radiowych i telewizyjnych.

## Odbiór

### Premiera
Godzilla kontra Hedora miał premierę 24 lipca 1971 roku w ramach festiwalu „Toho Champion Festival”.
Film w wersji AIP miał premierę w 1972 roku w podwójnym pokazie z Dethmaster.
W Polsce film miał kinową premierę w maju 1973 roku, będąc trzecim po Godzilli i Inwazji potworów filmem z serii dystrybuowanym w kraju. W kinach był puszczany wraz z krótkometrażowym dokumentem Gdynia Sergiusza Sprudina z 1972 roku. Następnie został wydany w 1992 roku na VHS przez Vision.

### Wynik finansowy
Film zarobił w Japonii 300 mln jenów przy sprzedanych 1,74 mln biletach.

### Reakcje
Godzilla kontra Hedora na początku otrzymał mieszane recenzje ze wskazaniem na negatywne i był ignorowany. Japoński krytyk literacki specjalizujący się w serii o Godzilli, Takahashi Toshio ograniczył Godzillę kontra Hedorę do analizy porównawczej z innymi filmami w jednej ze swych prac. Vincent Canby z „The New York Times” ocenił krytycznie film zwracając uwagę na homoerotyczną relację Godzilli i Kena, zaś w jednym z późniejszych artykule określił Godzillę w filmie jako „zmieniającego się w mechaniczny żart”. W 1978 roku film został umieszczony na liście najgorszych filmów w historii w książce The Fifty Worst Movies of All Time. Godzilla kontra Hedora przez lata był uważany słaby punkt w serii przez fanów, jednak w ostatnich latach zaczęła się polepszać jego opinia. Przez swoją odmienność i niecodzienne wybory reżysera film powszechnie jest wśród fanów uznany za najbardziej osobliwy z serii. Scena z latającym Godzillą budziła kontrowersje, jednocześnie szczycąc się kultową popularnością.
Steve Ryfle krytykował przesłanie ekologiczne pokazane w sposób dziecinny i łopatologiczny, bez pokazania źródeł skażenia środowiska, przez co filmu nie można traktować poważnie. Chwalił jednak Hedorę jako najbardziej interesującego przeciwnika Godzilli, którego nie da się pokonać typową taktyką. W podobnym tonie wypowiedzieli się Thomas i Yuko Mihara Weisser pytając się „czy nie jest logiczne założenie, że potwór, który żyje z surowego zanieczyszczenia, może nie być czymś złym”? Teruyoshi Nakano wspominał po latach: „Patrząc teraz wstecz, trochę mi przykro z powodu tego, co zrobiliśmy”.
Przez lata panowało przekonanie, iż Tomoyuki Tanaka nienawidził Godzilli kontra Hedory, zaś według twórcy efektów specjalnych, Teruyoshiego Nakano, po ujrzeniu sceny z latającym Godzillą wściekły miał powiedzieć do Banno, że ten zrujnował Godzillę. Miał tym samym nie pozwolić mu reżyserować jakiegokolwiek filmu fantastyczno-naukowego. Banno wielokrotnie zaprzeczał tym słowom i potwierdził, że po ujrzeniu gotowego produktu Tanaka nie był specjalnie zły, mimo że sprawiał wrażenie, że film mu się nie spodobał. Odnośnie do latającego Godzilli Banno powiedział, że gorsze wrażenie zrobiła na Tanace sceny z halucynacjami w klubie, który był zmieszany tym co zobaczył. Podobne wątpliwości odnośnie do odbioru Tanaki miał Nobuyuki Yasumaru. Banno tłumaczył dalszy brak propozycji nakręcenia filmu tokusatsu, tym że Tanaka „prawdopodobnie się martwił jaki dziwny film następnie nakręci”. Jednak Tanaka był pod wrażeniem zmysłu wizualnego Banno podczas jego pracy Nosutoradamusu no Daiyogen: Catastrophe 1999 z 1974 roku.

## Dziedzictwo
| „Kiedy kręciliśmy ten film, zanieczyszczenie środowiska stało się poważnym problemem, chociaż Japończycy nie wydawali się być tym poważnie zaniepokojeni. Fabryki zanieczyszczały rzeki i morze; zabijaliśmy się skażeniem spowodowanym przez człowieka. »Proszę uważajmy na to, co robimy« to przesłanie tego filmu”– Teruyoshi Nakano |

Film stanowił jasny punkt zmiany Godzilli ze złoczyńcy w postać heroiczną. Był to pierwszy od Godzilli film z serii, gdzie pokazywano drastyczne sceny śmierci, a także uśmiercono jednego z głównych bohaterów, tj. Yukio.
Godzilla kontra Hedora stanowił „gryzący komentarz na temat stanu środowiska w Japonii w latach sześćdziesiątych i siedemdziesiątych, zanim dokonano poważnych reform”. Zwracano uwagę, że w czasie premiery aspekt ekologiczny był dość zauważalny. Podobnie było w Stanach Zjednoczonych, gdy zaczęto zwracać uwagę na skutki skażenia środowiska, zwłaszcza na terenach zurbanizowanych i tworzyła się Environmental Protection Agency działająca w celu ochrony zdrowia ludzkiego oraz środowiska naturalnego.
Ishirō Honda uważał, że przekaz ekologiczny jest naturalny dla Godzilli i to on powinien stanowić zastępstwo antynuklearnego przesłania.
Hedora pojawiła się w filmie Godzilla: Ostatnia wojna z 2004 roku świętującym 50-lecie Godzilli oraz w filmie anime Godzilla: Planeta potworów. W 2021 roku Podczas Godzilla Fest 2021 na 50-lecie filmu, Tōhō stworzyło krótkometrażowy film Gojira buiesu Hedora (jap. ゴジラVSヘドラ, Godzilla kontra Hedora) w reżyserii Kazuhiro Nakagawy. Do produkcji wykorzystano kostiumy Godzilli i Hedory z Godzilli: Ostatniej wojny.
Nanotech Creature z animowanej kontynuacji pierwszej amerykańskiej wersji Godzilli prawdopodobnie był inspirowany częściowo Hedorą.
W pierwszym odcinku serialu anime Godzilla: Singular Point podczas święta lampionów w dzielnicy Nigashio na drzeworycie kramu widać postacie podobne do Hedory, zaś pokrywająca maź Kumongi wizualnie przypomina Hedorę.

## Kontynuacja
Przez lata panowało przekonanie, iż Yoshimitsu Banno planował stworzyć kontynuację Godzilli kontra Hedory, gdzie akcja miała się dziać w Afryce, jednak została zablokowana przez Tomoyukiego Tanakę. Banno wspominał, że planował następny film z Godzillą, jednak nie miał to być Godzilla kontra Hedora 2. Jednak został odrzucony z powodu zbyt możliwych wysokich kosztów i wówczas zdecydowano się o anulowaniu serii z Godzillą. Banno też zaprzeczył, iż następny film miał dziać się w Afryce.
W 2003 roku Yoshimitsu Banno pracował przy produkcjach IMAX i zdecydował się stworzyć film z Godzillą licząc, że pokaz w trzystu projekcjach IMAX zapewni popularność. Banno zdobył prawa Godzilli i Hedory do filmu Imax i zatwierdził projekt jako średniometrażowy film 3D Godzilla 3D to the Max. Przedłużający się projekt spowodował jednak, że metraż Godzilla 3D to the Max rósł, a podpisywanie nowych kontraktów zaowocowało tym, że Banno stał się producentem wykonawczym Godzilli z 2014 roku będącym początkiem MonsterVerse.

## Odniesienia w kulturze popularnej
- Pierwsza forma potwora Numeme z odcinka Kōtetsu Jīgu pt. „Kyōfu shin’nyū suru kitsunebi”[50] i Raremon z Digimonów są wzorowani na Hedorze[51].
- Smogowy potwór stworzony przez dr Zarazę w odcinku Kapitana Planety i planetarian pt. „Littlest Planeteer” jest inspirowany Hedorą[52].
- Steve z odcinka Atomówek pt. „Super Zeroes” jest wizualną parodią Hedory[53].
- Potwór Deucy z odcinka Wojowniczki z Krainy Marzeń pt. „Majikku Naito saidai no kiki!” ma głos Hedory[54].
- Większość potworów występujących z anime Gaiking w grze komputerowej Super Robot Wars Alpha ma głos Hedory[55].
- Scena niszczenia zwłok Hedory przez Godzillę pojawia się w reklamie sieci kin Alamo Drafthouse jako negatywne skutki niewłaściwego zachowania w kinie[56].
- W piosence 12 groszy Kazika Staszewskiego pojawił się wers tata Kazika kontra Hedora. Wers stał się tytułem płyty Kazika Staszewskiego i zespołu Kwartet ProForma wydanej w 2017 roku[57].
- W 3. numerze komiksu Top 10(inne języki) (listopad 1999) siedzący w areszcie saurianin Ernesto Gograh wspomina wujka Gojirę, którego oskarża o bycie zdrajcą gatunku, gdy ten współpracował z policją w walce z potworem ze smogu[58].
- Hedora pojawia się w odcinku anime Urusei Yatsura pt. „Taikutsu Shindorōmu! Tomobiki Chō wa Izu ko he!?” jako jeden z potworów z sennego wymiaru nawiedzającego rzeczywistość[59].
- W odcinku Laverne & Shirley pt. „The Driving Test” Squiggy i Lenny mijają amerykański plakat Godzilla kontra Hedora. Jest to anachronizm, jako że akcja serialu dzieje się w latach 60., zaś film powstał dopiero w 1971 roku[60].
- Amerykański muzyk hip hopowy i artysta graffiti Lord Scotch będąc członkiem grupy hip hopowej Monsta Island Czars nosił pseudonim Lord Smog nawiązujący do Hedory[61].
- Hedora pojawił się na okładce, autorstwa Gary’ego Pantera[62], albumu amerykańskiego muzyka rockowego Franka Zappy pt. Sleep Dirt[9] i na okładce albumu zespołu indierockowego Dinosaur Jr. pt. Sweep It Into Space[63].
- Hedorah to nazwa polskiego zespołu metalowego[64] oraz amerykańskiego zespołu sludge metalowego[65].